# Pedro Orlando Reyes
Pedro Orlando Reyes (Camagüey,Cuba, 23 de febrero de 1959-Estado de Hidalgo, México, 26 de noviembre de 2024)fue un boxeador cubano y Campeón Mundial de la categoría de peso mosca.

## Carrera
Conocido como el “Zurdo de Párraga”.A nivel de Campeonato Mundial fue campeón aficionado de peso mosca en 1986 en Reno, Nevada donde venció a David Grimán de Venezuela y subcampeón mundial en 1989 en Moscú donde perdió la pelea por la medalla de oro ante Yuri Arbachakov de la Unión Soviética.
También, dominó en los Juegos Panamericanos de Caracas 1983, la Copa del Mundo de Roma 1983, ganó la medalla de oro en los Juegos de la Amistad de 1984 en La Habana donde venció en la final a Zbigniew Raubo de Polonia; además de ser campeón panamericano de peso mosca en Caracas 1983 donde venció en la pelea por la medalla de oro a Laureano Ramírez Padilla de República Dominicana y dos espartaquiadas de los ejércitos amigos. Él, se sintió utilizado propagandísticamente por el gobierno cubano a través de sus triunfos; dándose cuenta de esto, cuando posteriormente lo suspendieron por saludar en una gira anterior a sus familiares exiliados, cobrándole este gesto.
Lo que no pudo hacer fue participar en los Juegos Olímpicos debido a que Cuba no participó en las ediciones de Los Ángeles 1984 y Seúl 1988 por apoyar el boicot soviético.
Además, se impuso en seis torneos nacionales Playa Girón y cinco certámenes Córdova Cardín, y de acuerdo con fuentes especializadas apenas perdió 20 de sus 332 peleas antes de colgar los guantes y convertirse en Licenciado en Historia por la Universidad de La Habana.
Dejó un hijo ex pelotero de Industriales Rudy Reyes Erice. Se desempeñaba como entrenador y asesor, se encontraba hospitalizado y falleciendo por problemas de hipertensión arterial, en el Estado de Hidalgo, en México.